# Sefer Jecira (Knjiga stvaranja)
Sefer Jecira (hebr: ספר יצירה) pred-kabalistička je knjiga nastala između drugog i sedmog stoljeća; autor je nepoznat iako se, prema legendi, pripisuje biblijskom praocu Abrahamu. Naslov se prevodi kao Knjiga stvaranja iako bi doslovni prijevod glasio: Knjiga oblikovanja (sefer: knjiga; jecira, od glagola jacar : oblikovati). Osnovna tema knjige je stvaranje svijeta s pomoću deset sefirota i dvadeset i dva slova hebrejskog alefbeta. Iako je nastala u vrijeme prije pojave Kabale (XII. i XIII. stoljeće) Sefer Jecira ima temeljne odlike Kabale kako glede elemenata učenja tako i glede duha kabalističkog učenja. 

## Glavna tema knjige Sefer Jecira
Temeljno učenje Sefer Jecira odnosi se na značaj hebrejskih slova u stvaranju svijeta. Jesu li hebrejska slova gradivni elementi u stvaranju svijeta i, ako jesu, onda u kojem smislu? Na to pitanje se može odgovarati u okviru četiri uzroka (po Aristotelu): jesu li hebrejska slova materijalni, formalni, eficijentni ili finalni uzrok? Možda su ona tek poveznica između tvari - materijalni uzrok, i oblika - formalni uzrok, kao što sugerira autor u engleskoj inačici članka Sefer Yetzirah: „The letters are neither independent substances nor yet as mere forms. They seem to be the connecting-link between essence and form.“? Kakva je narav hebrejskih slova s obzirom na njihov nastanak i kava je veza tih slova s cjelinom svijeta, protoka vremena i ljudske naravi glede tijela i duše? 

## Rukopisi, razne inačice
Nije pronađena izvorna knjiga, nego su se temeljem različitih rukopisa uspostavile razne inačice teksta po kojima se tiska knjiga pod naslovom Sefer Jecira. Najčešće navođene inačice su:
1. Kratka inačica (sadrži 48 strofa[5])
2. Duga inačica (sadrži 77 strofa)
3. Saadija inačica (sadrži 60 strofa)
4. Gra[6] inačica (sadrži 62 strofe)

## Sadržaj knjige po poglavljima
a) Tri slova-majke (šloša imot)
b) sedam dvostrukih slova (ševa kefulot, u gramatici hebrejskog jezika poznata su kao begadkefat (riječ sadrži slova: Bet, Gime, Dalet, Kaf, Pe (bez točke čita se kao /f/), Reš, Tav)
c) dvanaest prostih (ili jednostavnih) slova (štemesre pešutot).
Tablični prikaz - hebrejska slova su poredana s desna na lijevo što je redovni način čitanja hebrejskog teksta:
| 12 | 11 | 10 | 9 | 8 | 7 | 6 | 5 | 4 | 3 | 2 | 1 | Slova       |
|    |    |    |   |   |   |   |   |   | ש | מ | א | Slova-majke |
|    |    |    |   |   | ת | ר | פ | כ | ד | ג | ב | Dvostruka   |
| ק  | צ  | ע  | ס | נ | ל | י | ט | ח | ז | ו | ה | Prosta      |

### Staze mudrosti
Posvećeno je temi trideset i dva puta mudrosti. Slijedi prijevod prve strofe, prvog poglavlja knjige (u daljnjem tekstu koristi se kratica SJ za knjigu; rimska slova za broj poglavlja; arapska slova za broj strofe); njome je uvedena cjelokupna tematika knjige SJ:
SJ I.1:
S pomoću 32 tajnovita puta mudrosti Jah,
Gospodin vojski, živi Bog, kralj svjetova,
Svemogući, milosrdan i ljubazan, svevišnji i uzvišeni,
subliman i najsvetiji (šokhen ad marom), čije je ime sveto,
urezao je (hakak: slovima iz-pisao)                      
i stvorio (bara) svjetove trima sefarima (bišloša sefarim):
sefar (broj), sippur (kazivanje), sefer (tekst, ispis slovima);
Tekst tvrdi da je Bog izdjelao i stvorio svijet s pomoću 32 tajnovita puta mudrosti što podrazumijeva 10 sefirota i 22 slova hebrejskog alefbeta. Sefiroti su emanacije Božjih atributa koji se u svijetu Asija ostvaruju kao neka konkretna očitovanja/pojave/bića. Međutim, Sefer Jecira ne govori o stvaranju s pomoću sefirota, nego s pomoću slova hebrejskog alefbeta. To je tema drugog poglavlja knjige.

### Fonetski sustav
Posvećeno je fonetskom sustavu i temi 231 vratiju
U strofi SJ II.2 govori se o Božjem stvaranju slovima:
Dvadeset i dva utemeljujuća slova
On ih je uklesao, izdjelao, permutirao
izmjerio i razmijenio /svako sa svakim/
i oblikovao je njima sve što je oformljeno
i sve što će tek biti oformljeno.
Bog stvara tako da izgovori buduća stvorenja, na primjeru stvaranja svjetla, Bog reče: "Neka bude svjetlost (j'hi or) i bi svjetlost (vaj'hi or)."
Svjetlost je najprije dana u govoru, što znači u slovima od kojih je govor sastavljen; na neki način slova su ta koja u sebi potencijalno sadrže svjetlost. Sama slova Božjeg govora su konstitutivna u ostvarivanju onoga što je tim govorom iz-govoreno.
U strofi II.3 izrečena je osnova fonetike hebrejskih slova:
„Dvadeset i dva utemeljujuća slova
On ih je urezao glasom
izdjelao ih svojim dahom
postavio ih u usta na pet mjesta:
Alef, Het, He, Ajin, u grlo                       /guturali/
Gimel, Jud, Kaf, Kuf na nepce                /palatali/
Dalet, Tet, Lamed, Nun, Tav na jezik     /lingvalni/
Zajin, Samek, Šin, Reš, Cadi u zube       /dentali/
Bet, Vav, Mem, Pe na usnice .“               /labiali/
Prikaz tablicom s hebrejskim slovima:
| guturalni | א | ח | ה | ע |   |
| palatalni | ג | י | כ | ק |   |
| lingvalni | ד | ט | ל | נ | ת |
| dentalni  | ז | ס | ש | ר | צ |
| labialni  | ב | ו | מ | פ |   |

U strofi II.4 govori se o 231 vratima (hebr: šearim); to su 231 linija koje spajaju dvadeset i dvije točke na krugu, a one predstavljaju dvadeset i dva hebrejska slova (Vidi tablicu br. 2):
„Dvadeset i dva utemeljujuća slova:
On ih postavi u krug
poput zida s 231 vratiju.
Krug oscilira naprijed i nazad.
Znak tome je:
Nema ničeg višeg u dobru do užitka (oneg)
Nema ničeg nižeg u zlu od kuge (nega).“
Smisao je ovaj: o kombinaciji slova alefbeta ovisi smisao riječi - i to je dobro poznata istina, ali ovdje se želi reći da je ta razlika ogromna čak i kad se radi o sitnoj permutaciji slova:
Riječ užitak se piše: ענג (oneg), a riječ kuga se piše: נגע (nega); razlika je u položaju slova Ajin (ע).

### Majčinska slova
Posvećeno je tematici tri slova-majke (otijot imot).
SJ III.7:
On je učinio slovo Alef kraljem nad dahom
i postavio mu krunu
I spajao je jedno s drugim
i njima je oblikovao
Zrak u svemiru
toplinu u godini
i grudi u duši:
muško s AMŠ, a žensko s AŠM.
SJ III.8:
On je učinio slovo Mem kraljem nad vodom
i postavio mu krunu
I spajao je jedno s drugim
te njima oblikovao
zemlju u svemiru
hladnoću u godini
i trbuh u duši:
muško s MAŠ, a žensko s MŠA.
SJ III.9:
On je učinio slovo Šin kraljem nad vatrom
te mu postavio krunu
i spajao je jedno s drugim
te s njima oblikovao
Nebo u svemiru, vrućinu u godini i glavu u duši:
muško sa ŠAM, a žensko sa ŠMA.

### Dvostruka slova (otijot kefulot)
Posvećeno je tematici sedam dvostrukih slova.
To su slova: Bet, Gimel, Dalet, Kaf, Pe, Reš, Tav. Zovu se dvostruka (hebr: kefulot), jer isto slovo može imati dva izgovora, na primjer, slovo Bet (ב) može se izgovarati kao "b" (ako u sebi slovo ima točku, tzv dageš), i kao "v", ako nema točku u sebi.
Donja tablica prikazuje sedam dvostrukih slova i njima odgovarajuće elemente; svako se slovo razmatra na razini svijeta (ba'olam), godine (b'šana) i čovjeka (b'nefeš).
| Slova | Elementi  | SVIJET (olam) | GODINA (šana) | ČOVJEK (nefeš: duša)        |
| Bet   | mudrost   | Saturn        | 1.dan         | desno oko (ajin j'min)      |
| Gimel | bogatstvo | Jupiter       | 2.dan         | desno uho (ozen j'min)      |
| Dalet | plodnost  | Mars          | 3.dan         | desna nosnica (nehir j'min) |
| Kaf   | život     | Sunce         | 4.dan         | lijevo oko (ajin smol)      |
| Pe    | vlast     | Venera        | 5.dan         | lijevo uho (ozen smol)      |
| Roš   | mir       | Merkur        | 6.dan         | lijeva nosnica (nehir smol) |
| Tav   | ljepota   | Mjesec        | 7.dan         | usta (pe)                   |

Kao primjer, u strofi IV.8 razmatra se slovo Bet:
On učini slovo Bet
kraljem nad mudrošću, okruni ga,
kombinira jedno s drugim /svih sedam slova/
i njima /s tim kombinacijama slova/ oblikova:
Mjesec u svijetu,
prvi dan u tjednu,
desno oko u čovjeku,
muško i žensko /oblikova/.
Što znači "kombinira jedno s drugim (v'carfan ze vaze)"?
To znači da svako od sedam slova složi sa svakim drugim; u slučaju slova Bet to znači da ono dolazi na početak kombinacije, a sva ostala slova se permutiraju:
| t | r | p | k | d | g | b |
| t | r | p | k | g | d | b |
| t | r | p | d | g | k | b |
| t | r | k | d | g | p | b |
| t | p | k | d | g | r | b |
| r | p | k | d | g | t | b |

### Jednostavna slova (otijot pešutot)
Posvećeno je tematici dvanaest jednostavnih slova (otijot pešutot)
U donjoj tablici prikazano je dvanaest slova i njihovi odgovarajući elementi; svako se slovo razmatra na razini svijeta, godine i čovjeka.
| Slova | Elementi  | SVIJET (olam) | GODINA (šana) | ČOVJEK (nefeš)              |
| he    | govor     | Aries         | Nisan         | desno stopalo (regel j'min) |
| vav   | mišljenje | Taurus        | Iyar          | desni bubreg (kulja j'min)  |
| zajin | hodanje   | Gemini        | Sivan         | lijevo stopalo (regel smol) |
| het   | vid       | Cancer        | Tamuz         | desna ruka (jad j'min)      |
| tet   | sluh      | Leo           | Av            | lijevi bubreg (kulja smol)  |
| jud   | čin       | Virgo         | Elul          | lijeva ruka (jad smol)      |
| lamed | koitus    | Libra         | Tišri         | žučni mjehur (mara)         |
| nun   | njuh      | Scorpio       | Marhešvan     | tanko crijevo (dakin)       |
| samek | spavanje  | Sagitarius    | Kislev        | želudac (keva)              |
| ajin  | bijes     | Capricornus   | Teves         | jetra (kaved)               |
| cade  | gutanje   | Akvarius      | Ševat         | jednjak (gargeret)          |
| kuf   | smijanje  | Pisces        | Adar          | slezena (t'hol)             |

Za primjer, u strofi V.8 razmatra se slovo Het:
"On postavi slovo Het da dominira u gledanju
Okruni ga, kombinira jedno /slovo/ s drugim
i njima /tim kombinacijama dvanaest slova/ oblikova:
Sazvježđe Rak u svijetu,
Mjesec Tamuz u godini,
desnu ruku u ljudskom tijelu, muško i žensko."

### Zmaj - krug - srce
To poglavlje iznosi prilično skriveno i enigmatično učenje o Teli (תלי:zmaj), galgal (גלגל:krug) i lev (לב:srce). Dajemo prjevod nekoliko strofa da bismo bar donekle predstavili složenu i teško odgonetivu tematiku. Na primejr strofa VI.1 nam govori što sve proistječe iz tri slova-majki:
"Ovo su tri slova-majke (אמש)
A iz njih su emanirala tri Oca,
a to su zrak, voda i vatra,
A od Očeva potomci. Tri Oca i njihovi potomci.
I sedam planeta i njihovi gosti, i dvanaest dijagonalnih granica.
A dokaz tomu su tri svjedoka Kozmos (olam), godina (šana), duša (nefeš),
te uloga dvanaest, i sedam, i tri:
On ih postavi u zmaja (Tali), krug (galgal) i srce (lev)."
Zmaj, krug i srce uspoređuju se s različitim položajima i službom kralja u strofi VI.2:
"Zmaj u svijetu je poput kralja na prijestolju
Krug u godini je poput kralja u kraljevstvu
Srce u ljudskom tijelu je poput kralja u ratu."
Otkuda dolaze ljubav, mržnja i život? Na to pitanje odgovara strofa VI.8:
Tri što proizvode ljubav su srce i uši;
Tri što proizvode mržnju su jetra, žuč i jezik;
Tri što daju život su dvije nosnice i slezena;
A tri uništavatelja su usta i dva otvora na tijelu;
A Bog, vjerni kralj, vlada svime
iz svog svetog boravišta u vječnost.
On je jedan iznad tri, tri su iznad sedam,
sedam iznad dvanaest, A svi su zajedno povezani.

## Svrha knjige Sefer Jecira
Knjiga Sefer Jecira ne služi smao za čitanje, nego može biti primijenjena i kao uputa za meditaciju. Često se iskazi u kojima se govori o Božjem stvaranju mogu, čak iz gledišta gramatike, razumjeti kao upute za čitateljevo djelovanje. Uzmimo kao primejr strofu IV.8:
„On je učinio slovo Bet kraljem nad mudrošću, i postavio je krunu na nj,...“
Ista strofa mogla bi se čitati kao imperativ, ovako:
„Postavi slovo Bet kao kralja nad mudrošću, i postavi krunu na nj,...“
Aryeh Kaplan se zalaže za čitanje Sefer Jecira kao „meditativnog teksta“:
„U mnogim slučajevim,..., gramatički oblik naliči imperativu. Autor /knjige SJ/ govori čitatelju da „kombinira“ i „oblikuje“ kao da stvarno daje instrukcije.“
O meditaciji u knjizi Sefer Jecira govori i spisateljica Jasminka Domaš u članku "Židovska meditacija" postavljenom na web

## Izdanja i prijevodi
Postoje mnoga izdanja i prijevodi na nekoliko svjetskih jezika (engleski, njemački, francuski, talijanski, ...). Neki od njih navode hebrejski izvornik, poput Kalish, Kaplan, i drugi, i vjerno ga prevode. Neki prijevodi su interpretacije prevoditelja, a neki slobodni i radikalni, poput prijevoda Carla Suarẻsa. Važno je imati izvornik pred sobom dok se čita neki od prijevoda da bi se znalo na koji termin u izvorniku referira prevedena riječ; na primjer riječ "zmaj" prijevod je riječi "tali" koja može značiti mnogo toga: zmaj, "polarna zmija" često asocirana sa sazvježđem Drako, kozmičku os, i sl. Budući da je knjiga posvećena hebrejskim slovima nužno je posjedovati barem minimalno znanje hebrejskog jezika.

## Glavni komentari
Teško je navesti sve komentare i komentatore, ali među njima svakako treba istaknuti pionira u području zanstvenog proučavanja Kabale: Gershom Scholem (1897-1982). Najčešće spominjani prevoditelj i komentator je Aryeh Kaplan (1935-1983) sa svojim detaljnim i studioznim pristupom. 

## Vanjske poveznice
- Sefer Yetzirah

- http://www.sacred-texts.com/jud/yetzirah.htm

- http://www.aish.com/authors/48865952.html

- https://www.chabad.org/search/keyword_cdo/kid/1695/jewish/Aryeh-Kaplan.htm

- http://jewishencyclopedia.com/articles/13387-sefirot-the-ten